# Praga BH-44
Praga BH-44 (vojenským označením E-44) byl prototyp československého stíhacího dvouplošníku z počátku 30. let 20. století. Vznikly jen dva kusy, a do sériové výroby byl vybrán konkurenční typ Avia B-34.

## Vznik a vývoj
V roce 1932 vstoupilo letecké oddělení společnosti Praga do soutěže na konstrukci nové stíhačky pro československé vojenské letectvo  se svým projektem BH-44,:s.483 který soutěžil s návrhy firem Avia (B-34:s.36) a Letov (Š-231:s.334–335). BH-44 byl dvouplošník smíšené konstrukce s dřevěnými křídly s jednokomorovým systémem vzpěr a trupem z ocelových trubek potaženým plátnem. Pevný podvozek ostruhového typu měl polosamonosné nohy a kapotovaná kola.:s.164 Pohonnou jednotku představoval kapalinou chlazený dvanáctiválcový vidlicový motor Praga ESV.:s.483
První vzlet prototypu proběhl 19. července 1932.:s.164 Výkony byly nepřesvědčivé, protože motor v běžné letové výšce podával výkon pouze 500 k (367 kW) namísto výrobcem udávaných 750 k (500 kW), a se stoupající výškou jeho výkon dál klesal.:s.164
První prototyp havaroval v průběhu porovnávacích zkoušek 27. října 1933, přičemž zahynul zkušební pilot nadporučík Touš, kterému se nepodařilo vyjít z ploché vývrtky.
Druhý prototyp (někdy označovaný BH-144), vybavený přeplňovaným motorem Praga ESVK o výkonu 650 k (478 kW),:s.164 vzlétl v dubnu 1934, ale výkony zůstaly nadále zklamáním.:s.483
Prototyp byl poté vybaven britským motorem Rolls-Royce Kestrel VII o výkonu 478 kW,:s.164 s nímž poprvé vzlétl 30. října 1934. V této podobě byl letoun dále zkoušen, ale importovaný motor Kestrel měl problémy s chodem na standardní lihobenzínovou směs československého vojenského letectva BiBoLi, které jej proto odmítlo a dalo přednost Avii B-34.:s.483
Projekty dalších zvažovaných variant, BH-244 s motorem Gnome-Rhône 14K a BH-344 s motorem Hispano-Suiza 12Ybrs, nebyly realizovány.:s.164

## Specifikace

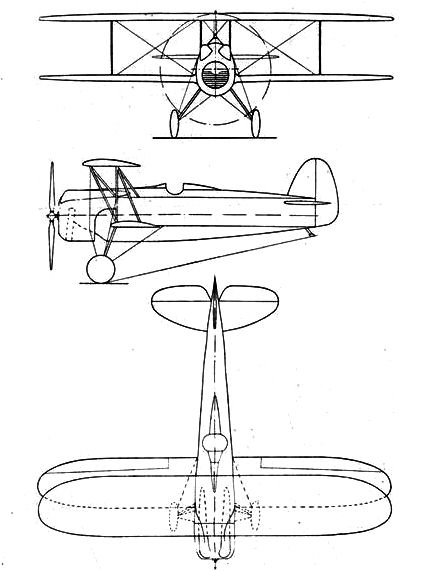
Třípohledový nákres Pragy BH-44 z L'Aérophile, únor 1934

Údaje podle

### Technické údaje
- Osádka: 1
- Rozpětí: 9,25 m
- Nosná plocha: 23,14 m²
- Délka: 7,62 m
- Prázdná hmotnost: 1 462 kg
- Vzletová hmotnost: 1 837 kg
- Pohonná jednotka: 1 × dvanáctiválcový vidlicový motor Praga ESV
- Výkon pohonné jednotky: 478 kW (650 k)[p 1]

### Výkony
- Maximální rychlost: 330 km/h
- Cestovní rychlost: 290 km/h
- Dostup: 7 500 m
- Stoupavost: výstup do 3 000 m za 5,2 minuty
- Vytrvalost: 1,8 hodiny letu

### Výzbroj
- 2 × synchronizovaný kulomet vz. 28 ráže 7,92 mm[3]